# Чикања
Чикања (итал. Cicagna) је насеље у Италији у округу Ђенова, региону Лигурија.
Према процени из 2011. у насељу је живело 2057 становника. Насеље се налази на надморској висини од 85 м.

## Становништво
Према резултатима пописа становништва 2011. у општини је живело 2.566 становника.
| 1936. | 1951. | 1961. | 1971. | 1981. | 1991. | 2001. | 2011. |
| ----- | ----- | ----- | ----- | ----- | ----- | ----- | ----- |
| 2.537 | 2.503 | 2.436 | 2.551 | 2.671 | 2.587 | 2.483 | 2.566 |